# Csapolc
Csapolc (ukránul: Чопівці) település Ukrajnában, Kárpátalján, a Munkácsi járásban.

## Fekvése
Munkácstól északnyugatra, Benedeki és Zsukó közt fekvő település.

## Nevének eredete
A Csapócka helységnév ruszin eredetű, alapja valószínűleg a magyar Csap [1270: Chop személynév, esetleg a Csapó családnév lehetett [1331: Andreas Capo (AnjouOkm. 2: 569], amihez a birtoklásra utaló -ovьci képző kapcsolódik. A helységnév jelentése 
’Csap~Csapó faluja, emberei’. A magyar névhasználatban a szláv névhez még egy -ka kicsinyítő képző járult.
A falu nevét 1904-ben, az országos helységnévrendezés során Csapolc-ra változtatták. A hivatalos ukrán Чопівці a történelmi
ruszin név alapján keletkezett.

## Története
Nevét 1530-ban Tsapoltzka már említették (Conscr.Port.). Későbbi névváltozatai: 1542-ben Chapotzka, 1543-ban Chapoltz, 1550-ben
Csapotzka, 1564-ben Chapoz, 1570-ben Cziapoczka, 1693-ban Czopowtse (Hodinka 371), 1773-ban Csapóczka, Czapowecz (LexLoc. 49), 1808-ban Csapóczka, Cţapowec, Cţopowec, Csopiiczi, 1851-ben Csapoczka, 1877-ben Csapocka, Csápüci, Csopuvci (Hnt.), 1913-ban
Csapolc, 1925-ben Čapovci, Čapovce, 1944-ben Csapolc, Чaпoвцы, 1983-ban Чопівці, Чопoвцы (ZO).
1910-ben 467 lakosából 32 magyar, 433 ruszin volt. Ebből 434 görögkatolikus, 32 izraelita volt.
A trianoni békeszerződés előtt Bereg vármegye Latorczai járásához tartozott.